# Ergasilus osmeri
Ergasilus osmeri is een eenoogkreeftjessoort uit de familie van de Ergasilidae. De wetenschappelijke naam van de soort is voor het eerst geldig gepubliceerd in 1870 door Pierre-Joseph van Beneden. Hij trof deze parasiet aan op de kieuwen van de spiering (Osmerus eperlanus).